# 安哥拉埃斯库多
埃斯库多是安哥拉在1914年至1928年间以及1958年至1977年间所用货币及其基本单位的名称。每埃斯库多可分为100分（centavos），与葡萄牙埃斯库多等值。

## 历史
1914年，当时为葡萄牙殖民地的安哥拉正式开始发行埃斯库多货币，与葡萄牙埃斯库多等值，并以每埃斯库多兑换1000安哥拉雷亚尔的比率收兑旧币。1928年，以国名命名的新货币“安哥拉尔”发行，纸币以每埃安哥拉尔兑换1.25埃斯库多的比率收兑旧币，分币硬币则未改值继续流通。安哥拉尔仍与葡萄牙埃斯库多等值，因此在此次货币改革中旧安哥拉埃斯库多实际发生了贬值。
1953年，葡萄牙再次开始统一各殖民地的货币。1958年，安哥拉再次发行埃斯库多货币。1975年，安哥拉独立。1977年，发行安哥拉匡撒，等值收兑埃斯库多。